# خوتخول
خوتخول (به لاتین: Khutkhul) یک منطقهٔ مسکونی در روسیه است که در شهرستان آگولسکی واقع شده‌است.